# Запис храст код цркве (Рибаре)
Запис храст код цркве (Рибаре) се налази на парцели чији је власник Српска православна црква - Православна епархија шумадијска - Црквена општина рибарска.

## Локација
| Општина             | Јагодина                                                                    |
| Катастарска општина | Рибаре                                                                      |
| Потес               | Брестар                                                                     |
| Координате          | 44° 00′ 51″ С; 21° 17′ 20″ И / 44.014200000000002° С; 21.288900000000002° И |
| Надморска висина    | 112m                                                                        |

## Карактеристике
Дендрометријске вредности утврђене на терену и сателитским снимцима:
| Стабло                     | Храст |
| Висина стабла              | m     |
| Обим дебла                 | m     |
| Пречник крошње             | 9m    |
| Пречник дебла              | m     |
| Висина дебла до прве гране | m     |

## База записа
Запис је у оквиру Викимедија пројекта "Запис - Свето дрво" заведен под редним бројем 0110.